# Brachypelma embrithes
Brachypelma embrithes är en spindelart som först beskrevs av Chamberlin och Ivie 1936.  Brachypelma embrithes ingår i släktet Brachypelma och familjen fågelspindlar.
Artens utbredningsområde är Panama. Inga underarter finns listade.